# Jablonec nad Nisou centrum
Jablonec nad Nisou centrum je železniční zastávka, která leží mezi stanicí Jablonec nad Nisou a zastávkou Jablonec nad Nisou zastávka na železniční trati Liberec–Harrachov v km 13,223 v Jablonci nad Nisou v Žitavské pánvi při silnici Raisova. Zastávka je osvětlena moderními nízkými perónovými lampami. Délka nástupiště je 60 metrů. Zastávka je zařazena do integrovaného dopravního systému IDOL. Leží v nadmořské výšce 511,7 m n. m.

## Historie
Zastávka byla otevřena 3. června 2010 v 9:45, když zde zastavil první osobní vlak z Liberce do Harrachova. Vlastníkem zastávky je od té doby Správa železnic (tehdy pod názvem SŽDC). Roku 2013 bylo vybudováno schodiště k ulici 5. května. Od roku 2015 je na zastávce instalován informační systém INISS, dálkově řízený ze stanice Liberec.

## Doprava
Staví zde všechny osobní vlaky linky L1 Liberec – Tanvald – Harrachov – Szklarska Poręba Górna. Zastávka je na znamení. Roku 2010 zastávku využívalo 177 cestujících, v roce 2011 347, v letech 2012-2013 byl průměr 382 cestujících denně a v roce 2014 445.

## Cestující

### Odbavení cestujících
Zastávka nezajišťuje odbavení, odbavení cestujících se provádí ve vlaku.

### Přístup
Přístup do přístřešku před povětrnostními vlivy je bezbariérový. Bezbariérový přístup na všechna nástupiště. Zastávka je vybavena pro zrakově postižené (vodící linie).